# Bettungsreinigungsmaschine

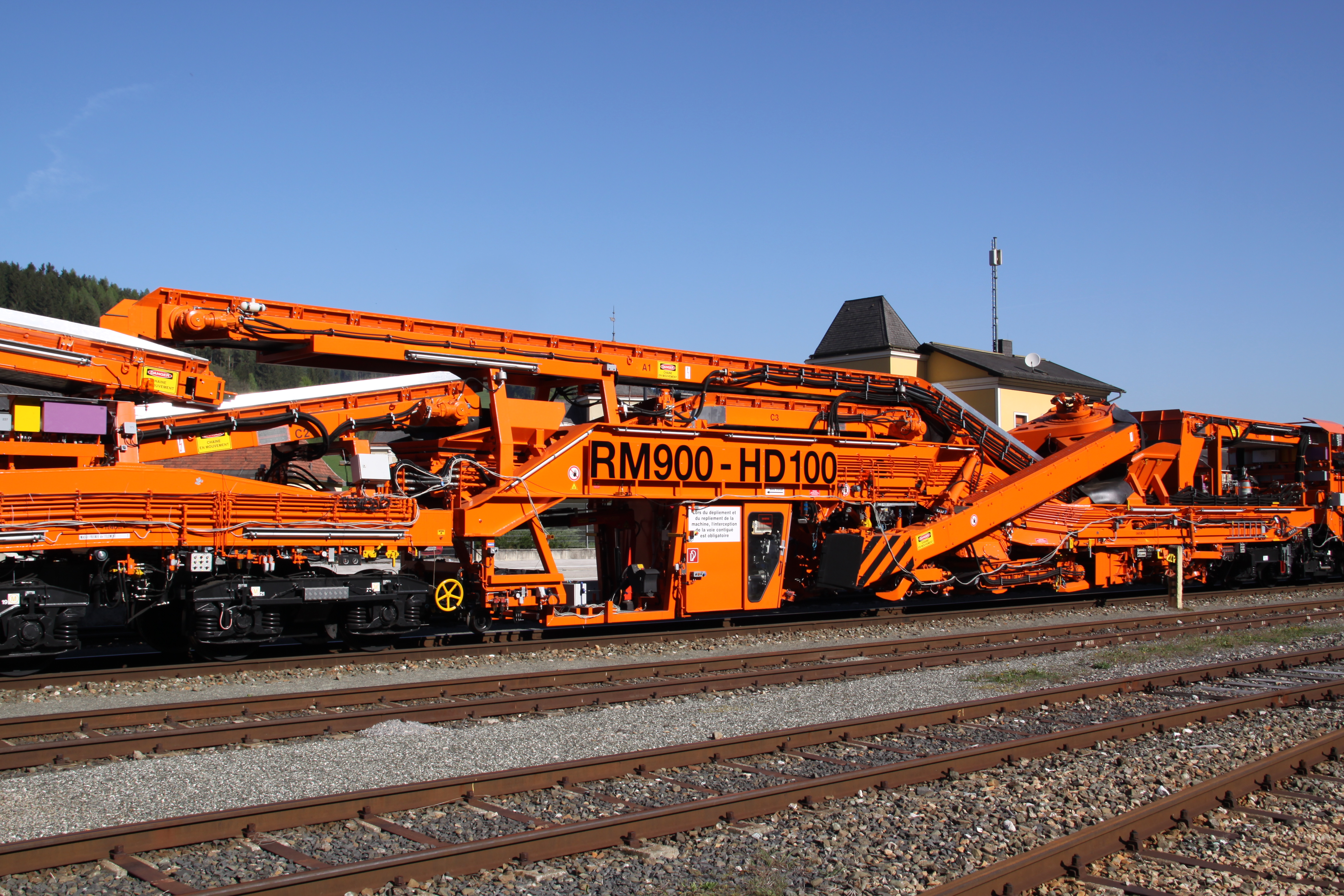
Bettungsreinigungsmaschine „RM 900 - HD 100“ der Firma Plasser & Theurer, Baujahr 2009, im Bahnhof Aspang

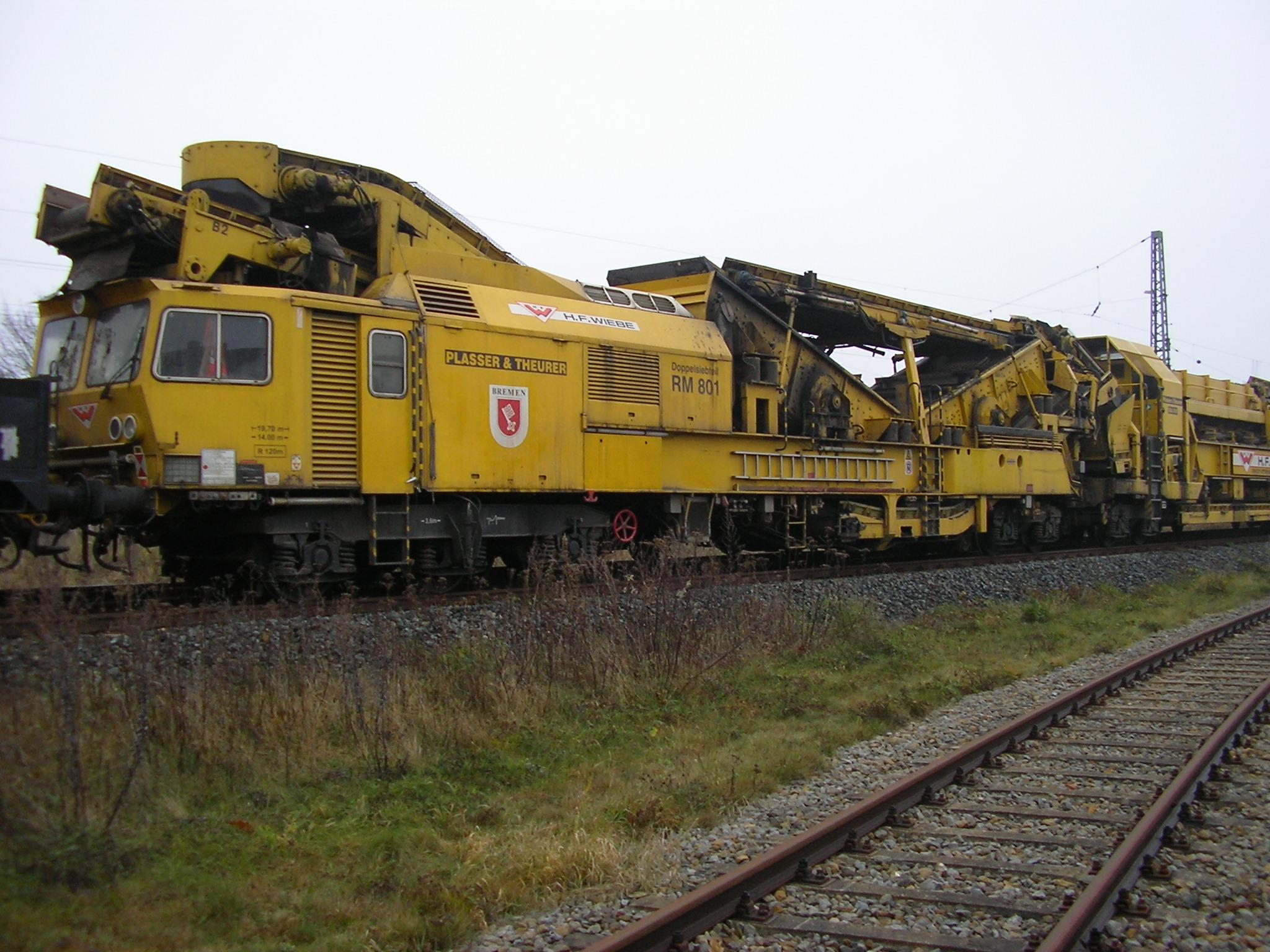
Bettungsreinigungsmaschine RM 801 der Firma Wiebe

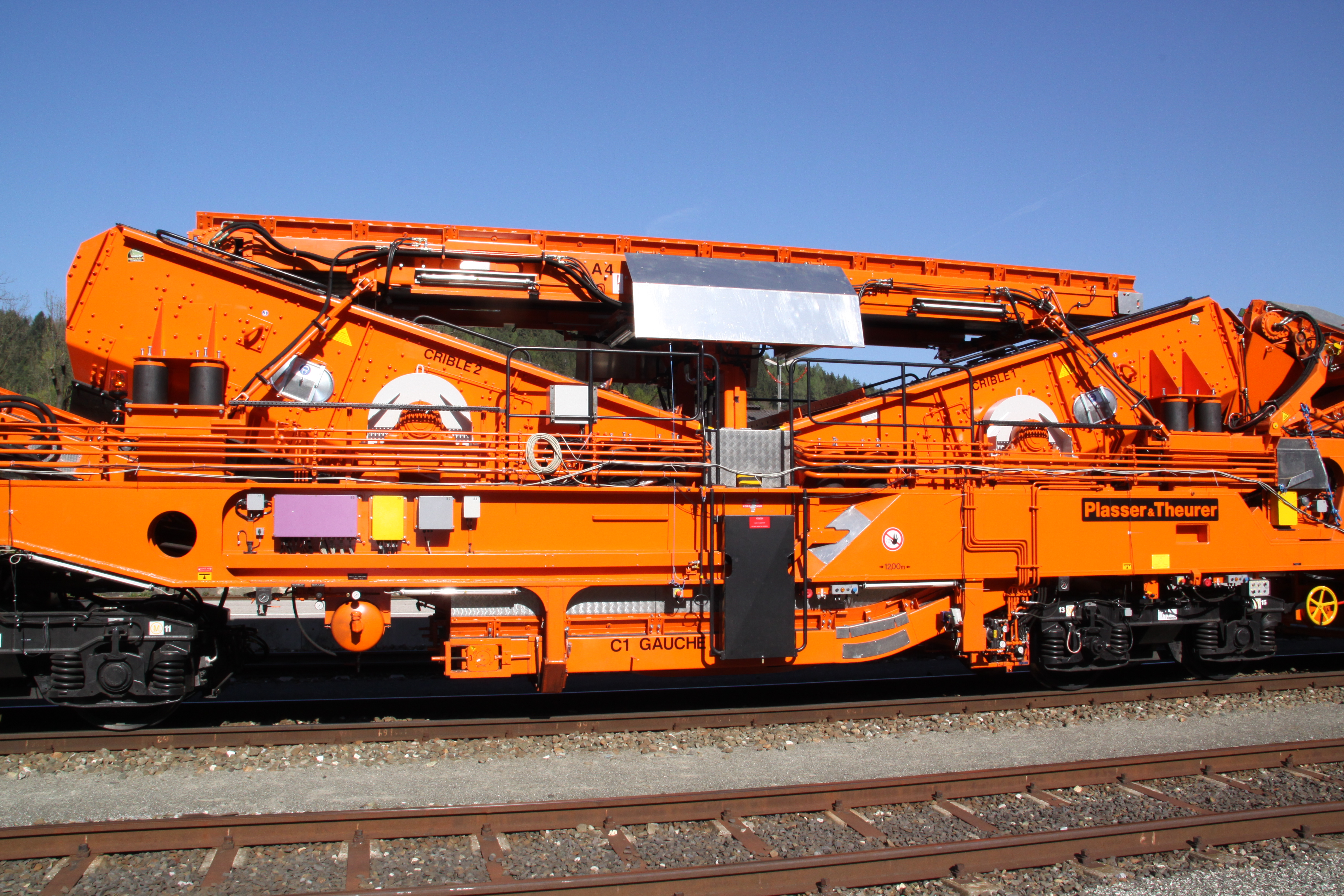
Doppelte Siebanlage der Bettungsreinigungsmaschine „RM 900 - HD 100“

Eine Bettungsreinigungsmaschine ist eine – meist gleisgebundene – Gleisbaumaschine, die den Schotter in Gleisbetten von Verunreinigungen und von Grus befreit.

## Allgemeines
Nach 25 bis 30 Jahren ist ein Gleisbett durch Schotterabrieb, Bremsstaub und Pflanzen so verschmutzt, dass ein Abfließen des Oberflächenwassers und damit die Trockenheit des Schotters nicht mehr gewährleistet ist. Häufig wird als Kriterium für eine Schotterbettreinigung ein Feinkornanteil von ≥ 30 % angesetzt.
Um die Tragfähigkeit und Festigkeit des Oberbaus zu gewährleisten, muss der Schotter von diesen Verunreinigungen befreit werden. Die Bettungsreinigung wird in der Regel zusammen mit einem Umbau von Gleisen oder Weichen ausgeführt.
Man unterscheidet zwischen folgenden Bettungsreinigungsmaschinen:
- Auf dem Arbeitsgleis fahrende Reinigungsmaschinen
- Auf einem Raupenfahrwerk laufende Reinigungsmaschinen
- Zweiwege-Reinigungsmaschinen (gleisfahrbar oder bei ausgebautem Gleis mit einem Raupenfahrwerk)
- Auf Lehrschienen fahrende Reinigungsmaschinen[2]
- Flankenreinigungsmaschinen

Bei der ersten Bauart der auf dem Arbeitsgleis fahrenden Reinigungsmaschinen arbeitete die Schrapperkette vor dem ersten Radsatz, und der gereinigte Schotter wurde hinter dem letzten Radsatz der Maschine wieder eingebracht. Das Gleis unterhalb der Maschine musste bei diesen Maschinen deshalb mittels Holzklötzen unterstützt werden. Um diesen Aufwand zu verringern, bringen neuere Bauarten den gereinigten Schotter direkt hinter der Aushubeinrichtung wieder ein.
Für den Einsatz von auf Raupenfahrwerk laufenden Reinigungsmaschinen muss zunächst das Gleis abgebaut werden.
Auch für den Einsatz von auf Lehrschienen fahrende Reinigungsmaschinen muss das Gleis abgebaut werden. Dazu wurden zunächst die Lehrschienen auf Schraublagerböcke mit einer Spurweite von 3,28 m verlegt. Die Gleisachse und die Schienenhöhe entsprechen dem neuen Gleis. Auf den Lehrschienen fahren, neben der Reinigungsmaschine, auch Portalkräne zum Abbau des alten Gleises sowie Bettungsbandfertiger und Schwellenverlegegeräte.
Die Arbeitsgeschwindigkeit von Bettungsreinigungsmaschinen ist abhängig von der Bauart des Fahrzeugs, von der Breite und Tiefe des zu reinigenden Schotters und von weiteren äußeren Einflüssen.

## Geschichte
Bis zur Erfindung von Bettungsreinigungsmaschinen musste die Reinigung des Gleisbetts von Hand erfolgen. Um diese aufwendige und mühsame Arbeit zu mechanisieren, wurden um 1920 die ersten Maschinen zur Flankenreinigung in den USA entwickelt. Um auch den Bereich unterhalb des Gleises zu reinigen, wurden in den 1930er Jahren verschiedene Maschinen entwickelt. 1945 übernahm Matisa von Scheuchzer Patente, worauf diese 1948 die erste Bettungsreinigungsmaschine mit der bis heute verwendeten Schrapperkette baute.
Plasser & Theurer entwickelte 1961 die erste vollhydraulisch angetriebene Kompakt-Bettungsreinigungsmaschine. Die Maschinen dieser Generation waren noch mit langen Abraumförderbändern ausgestattet, um den Abraum neben dem Gleis abzuladen. In der weiteren Entwicklung wurden die Bettungsreinigungsmaschinen modular aufgebaut, um unterschiedlichen Anforderungen gerecht zu werden.

## Arbeitsweise
Bettungsreinigungsmaschinen arbeiten nach folgendem Prinzip:
- Anheben des Gleisjoches
- Aushub des Schotters (zum Beispiel mit einer Schrapperkette)
- Transport des Schotters in die Siebabteile
- Trennen des Schotters vom Abraum auf mehreren Sieblagen
- Abtransport des Abraums
- Transport des gereinigten Schotters zur Planiereinrichtung und, wenn erforderlich, Mischung mit Neuschotter
- Verteilen des gereinigten Schotters
- Planieren des Schotters
- Absenken des Gleisjoches

Der Abtransport des Abraums sowie die Neuzuführung des Schotters erfolgen in der Regel durch Material-Förder- und Siloeinheiten. Nach der Bettungsreinigung wird das Gleisbett durch eine Gleisstopfmaschine und eine Schotterplaniermaschine durchgearbeitet.

Arbeitsschritte der Bettungsreinigungsmaschine RM900 S
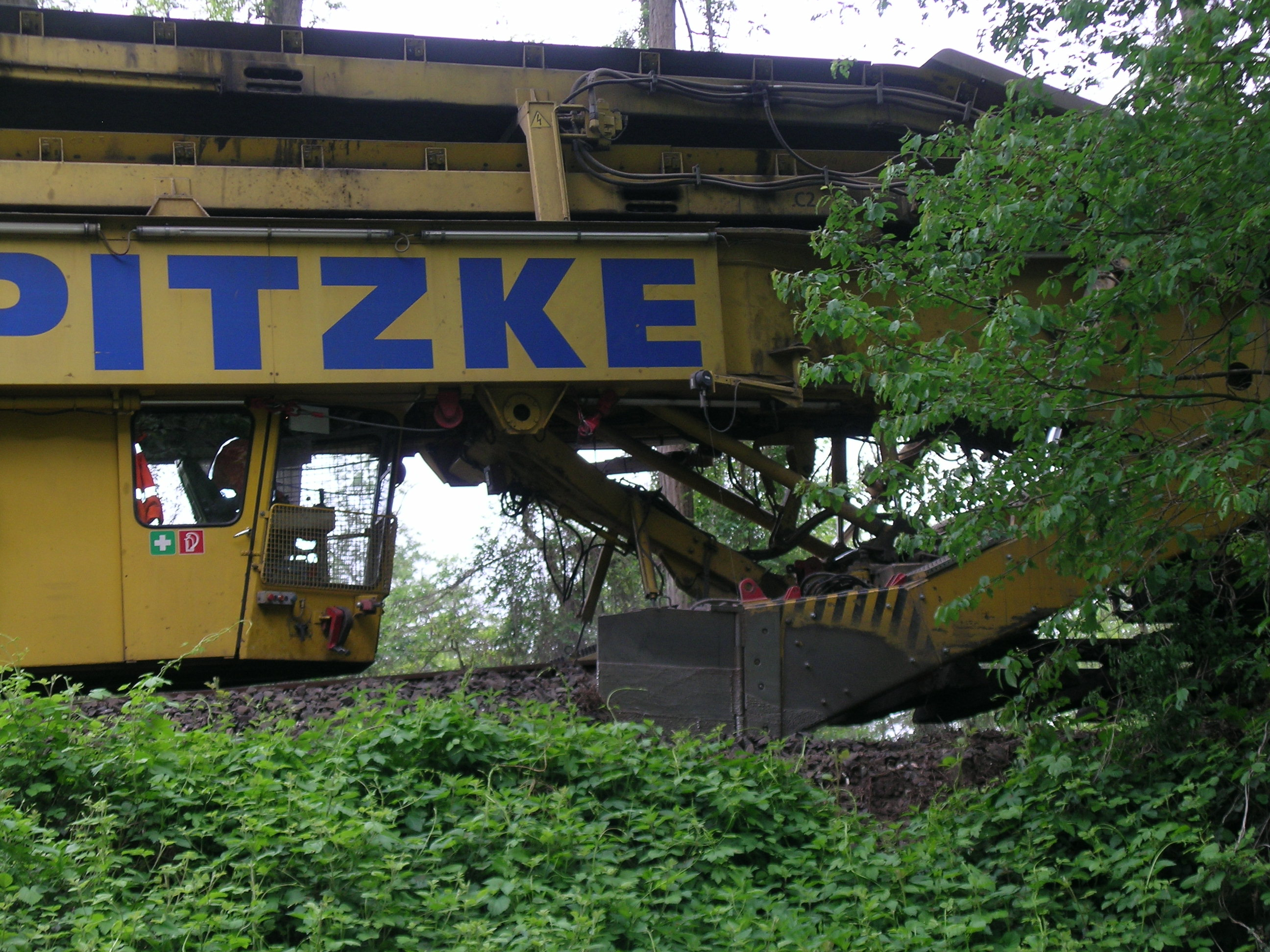
Aushub des Schotters mit angehobenem Gleisjoch
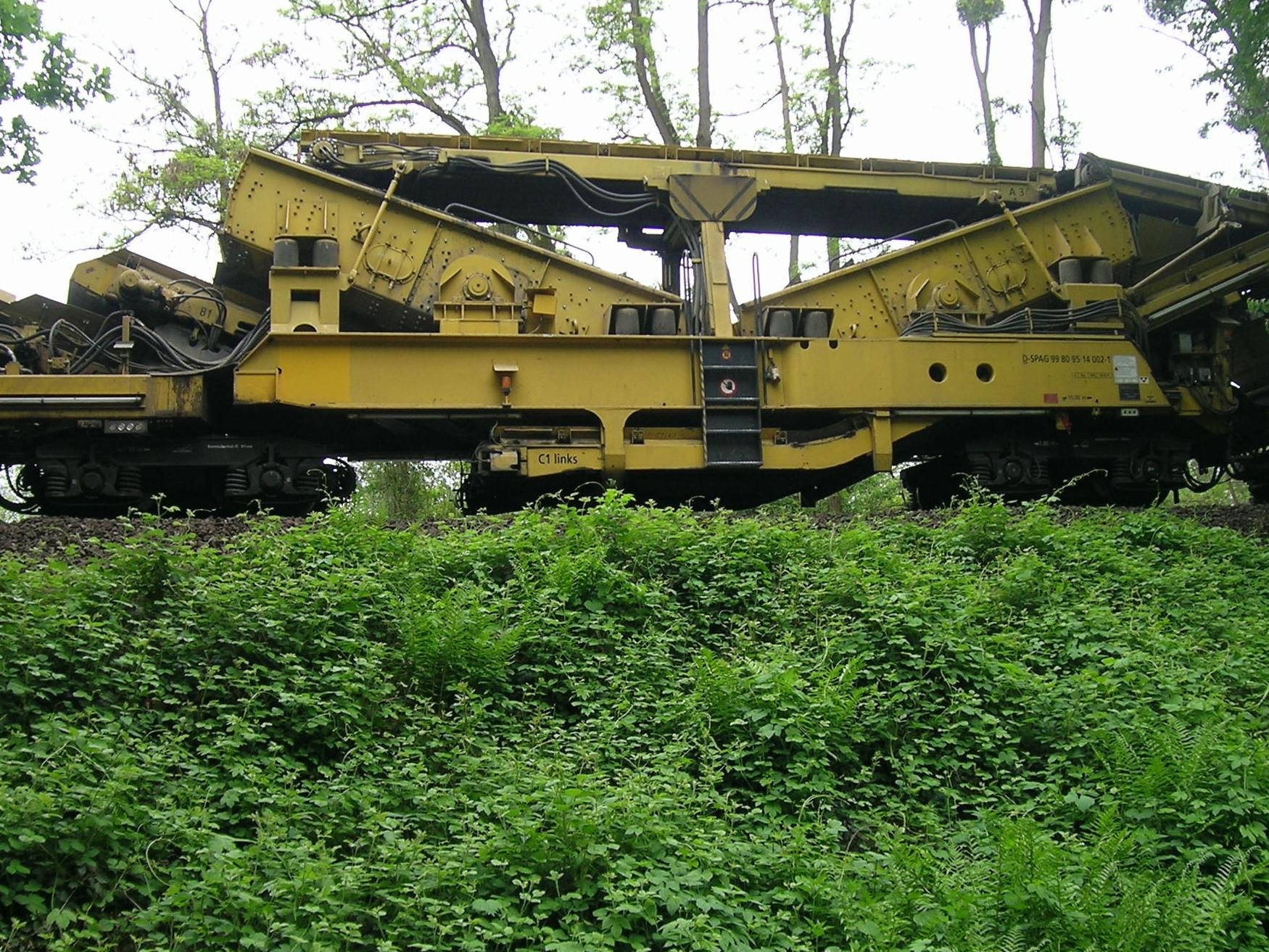
Siebanlage zum Trennen von Schotter und Abraum
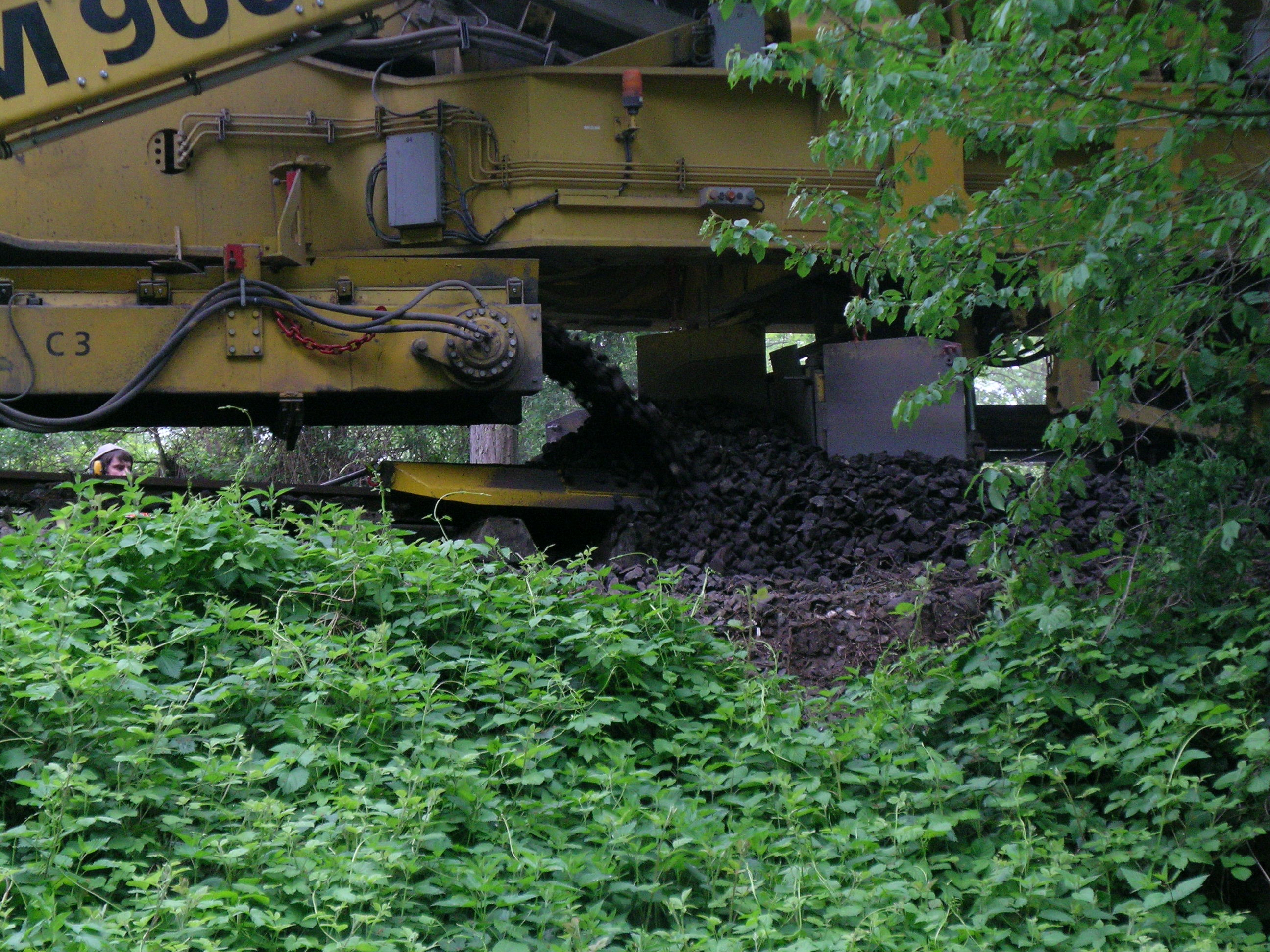
Verteilen und Planieren des gereinigten Schotters
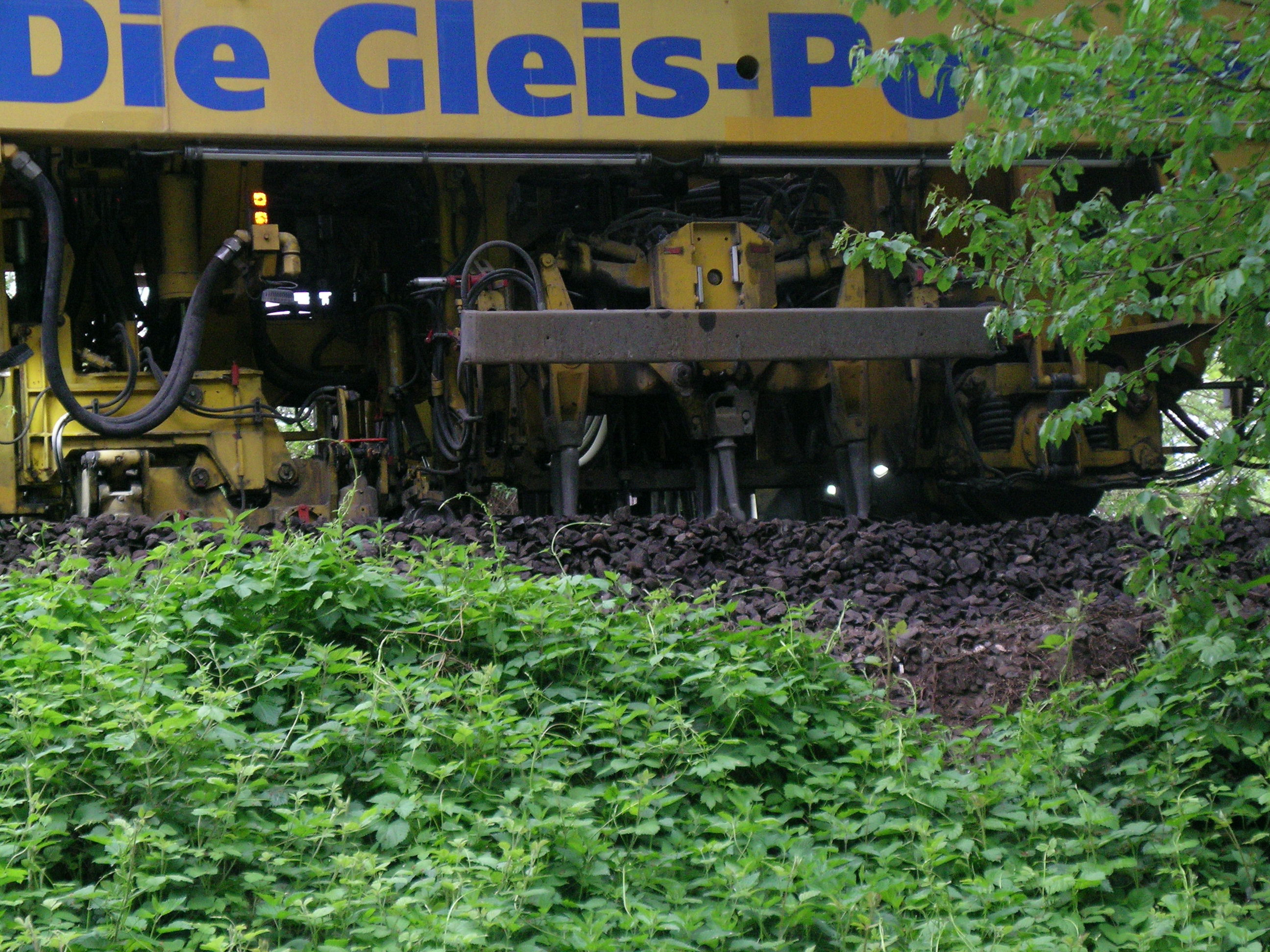
Verdichten des Schotters